# روبن شو
روبن شو (بالصينية: 仇云波) هو ممثل صيني (من مواليد 17 يوليو 1960 في هونغ كونغ). بدأ مسيرته الفنية عام 1987. مشهور بدور ليو كانغ في فيلم مورتال كومبات: إبادة.

## الأعمال

### أفلام
- مورتال كومبات: إبادة
- بيفرلى هيلز نينجا

### مسلسلات
- كولد كيس

### ألعاب فيديو
- سليبنق دوغز

## روابط خارجية
- روبن شو على موقع IMDb (الإنجليزية)
- روبن شو على موقع ميتاكريتيك (الإنجليزية)
- روبن شو على موقع روتن توميتوز (الإنجليزية)
- روبن شو على موقع قاعدة بيانات الأفلام العربية
- روبن شو على موقع ألو سيني (الفرنسية)
- روبن شو على موقع أول موفي (الإنجليزية)
- روبن شو على موقع قاعدة بيانات الأفلام السويدية (السويدية)
- روبن شو على موقع إن إن دي بي (الإنجليزية)
- روبن شو على موقع قاعدة بيانات الفيلم (الإنجليزية)
- روبن شو على موقع ليتربوكسد (الإنجليزية)